# 彭德格拉斯 (喬治亞州)
彭德格拉斯（英語：Pendergrass）是一個位於美國喬治亞州傑克遜縣的城市。

## 地理
彭德格拉斯的座標為34°09′51″N 83°40′52″W / 34.16417°N 83.68111°W，而該地的平均海拔高度為263米（即863英尺）。

## 人口
根據2010年美國人口普查的數據，彭德格拉斯的面積為7.89平方千米，當中陸地面積為7.78平方千米，而水域面積為0.11平方千米。當地共有人口422人，而人口密度為每平方千米53.49人。